# Грюнерит
Грюнерит, ґрюнерит (рос. грюнерит; англ. grunerite; нім. Grünerit m) – мінерал, гідроксилалюмосилікат заліза, залізисто-магніїстий амфібол ланцюжкової будови, групи амфіболів.

## Етимологія та історія
Названий на честь французького геолога і металурга швейцарського походження Емануеля-Луї Грюнера.

## Основні характеристики
Хімічна формула: 2[(Fe2+)7Si8O22(OH)]. Інша версія хім. формули (Є. Лазаренко): (Fe2+, Mg)7[(OH)]|Si4O11]2. Домішки: СаО, Fe2O3, Na2O, MnO, K2O. Містить (%): FeO – 38,16; MgO – 5,53; SiO2 – 48,96; H2O – 2,5. Сингонія моноклінна. Густина 3,1-3,6. Твердість 5-6. Колір темно-зелений, бурий, безбарвний або тьмяно-зелений. Зустрічається в контактово- та регіональнометаморфізованих багатих залізом кременистих первинно-осадових породах. Асоціює з альмандином, фаялітом та геденберґітом. Знайдений в залізорудних формаціях США (штати Мічиган та Міннесота).
Розрізняють: 
- ґрюнерит марганцевистий (відміна ґрюнериту, яка містить до 9 % MnO).